# Somaskanda

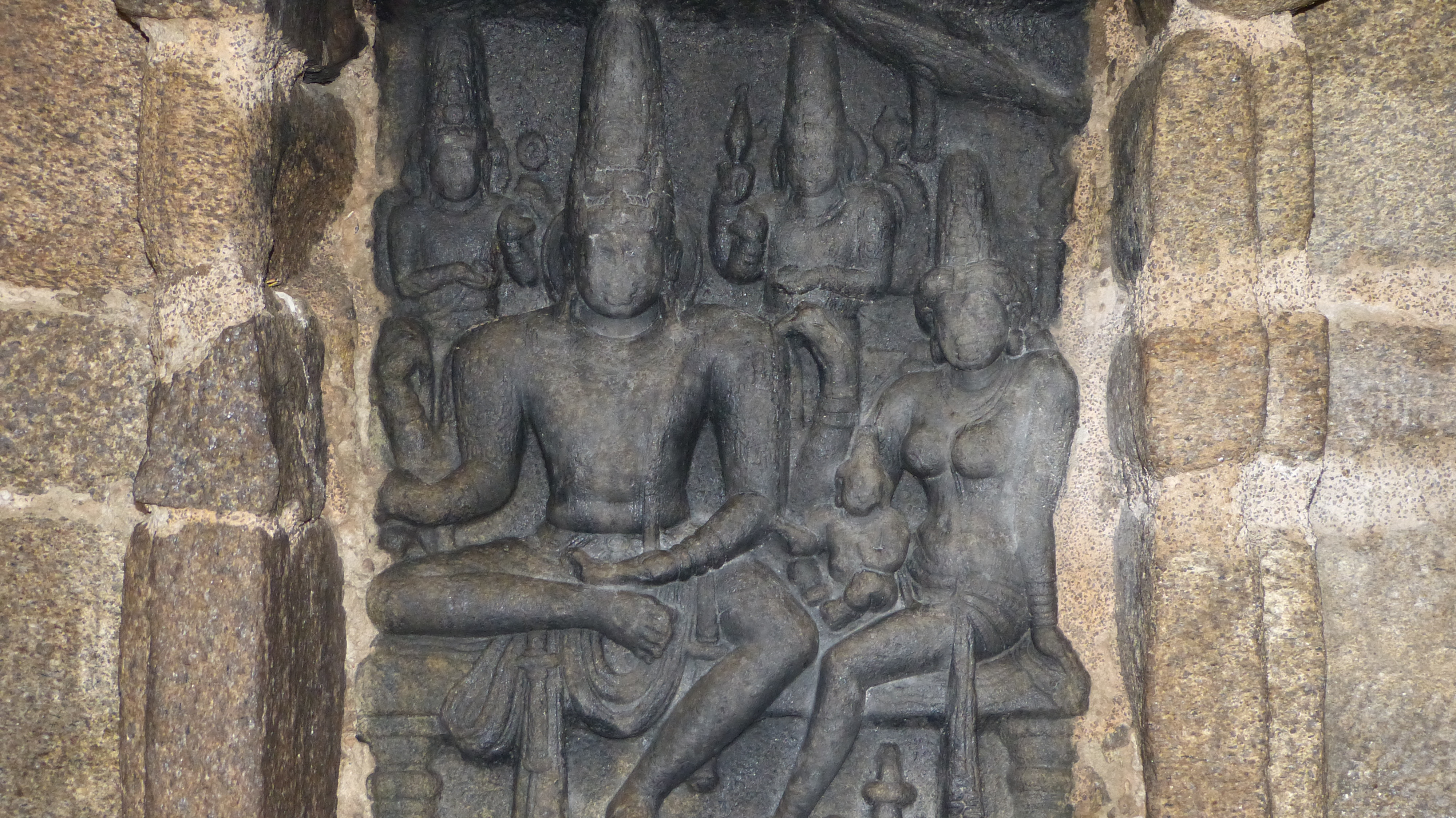
Shiva, Skanda und Parvati, dahinter die Götter Brahma und Vishnu am Küstentempel in Mamallapuram (7. Jh.)

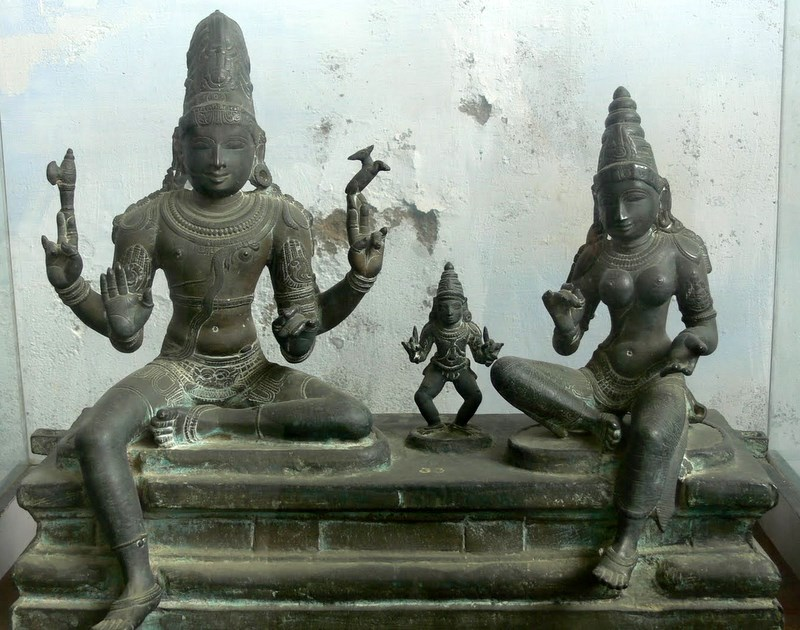
Shiva, Skanda und Parvati, Chola-Bronze, Museum von Tanjore (12. Jh.)

Somaskanda (Sanskrit: सोमास्कन्द Somāskanda = „Shiva mit Uma und Skanda“) ist eine Erscheinungsform des Hindu-Gottes Shiva. Als Somaskanda wird Shiva in Begleitung seiner Gemahlin Parvati/Uma und seines Sohnes Skanda dargestellt. Der Somaskanda-Bildtypus ist der südindischen Hindu-Kunst eigen. Er entspricht inhaltlich und ikonografisch weitgehend dem in Nordindien und Nepal verbreiteten Typus von Uma-Maheshwara.

## Ikonografie
Seit dem 7. Jahrhundert zeigt der Bildtypus den Gott Shiva, seine Gemahlin Parvati und ihren kleinen Sohn Skanda als harmonisch und friedvoll beieinander sitzende Familie auf einer Art Thron; Shiva ist vierarmig dargestellt, wobei mindestens zwei seiner Hände Attribute halten (in Südindien meist Axt (kuthara) und Gazelle (minga)). Uma/Parvati und Skanda haben jeweils nur zwei Arme, tragen aber – wie auch Shiva – eine Krone. In den frühen Darstellungen der Pallava-Zeit erscheinen im Hintergrund meist auch die Götter Brahma und Vishnu, die in den späteren Chola-Bronzen fehlen.

## Verbreitung
Somaskanda-Darstellungen waren ursprünglich auf das von der Pallava- und der nachfolgenden Chola-Dynastie beherrschte Gebiet in Südindien beschränkt; mittlerweile gibt es sie auch als Kunstdrucke in ganz Indien.

## Verehrung
In Südindien existieren nur sehr wenige Tempel, die Somaskanda geweiht sind. Bildnisse Somaskandas finden sich häufig in Nebenschreinen von südindischen Skanda- (tamil Murugan) und Shiva-Tempeln; auch im Innern der Cella (garbhagriha) vieler dieser Tempel finden sich Somaskanda-Reliefs. Die Verehrung von Somaskanda ist insgesamt eher privater bzw. familiärer Natur.
Bei Fideris (Schweiz) gibt es einen Somaskanda-Ashram, der seit 2016 auch über einen entsprechend benannten Tempel verfügt.